# Джиджітка перська
Джиджі́тка перська (Podoces pleskei) —  вид горобцеподібних птахів родини воронових (Corvidae). Ендемік Ірану. Вид названий на честь російського зоолога Федора Едуардовича Плеске.

## Опис
Довжина птаха становить 24-28 см, розмах крил 38–40 см, вага 85-90 г. Довжина крила становить 113–120 мм, довжина хвоста 88–94 мм, довжина цівки 43–45,5 мм, довжина дзьоба 38–41 мм. Голова велика, округла, дзьоб міцний, вигнутий, загострений, крила довгі, округлої форми, дещо загнуті донизу, хвіст серендньої довжини з рівним кінцем, лапи довгі, міцні, будова тіла загалом кремезна. 
Голова, шия і верхня частина тіла піщано-охристі з рожевуватим відтінком, нижня частина тіла світліша. Чорна пляма на верхній частині голови відсутня, підборіддя, верхня частина горла і живіт білі. На горлі і верхній частині грудей чорна пляма, перед очима чорні плями. Першорядні махові пера на 2/3 білі, на кінці чорні, другорядні махові пера синювато-чорні, блискучі з широкими білими кінчиками, верхні покривні пера крил чорні з білими кінчиками. Верхні покривні пера хвоста синювато-чорні, блискучі. Очі темно-карі, дзьоб чорнуватий, лапи сизуваті або світло-сірі. У молодих птахів пляма на горлі відсутня, дзьоб рожевуватий.

## Поширення і екологія
Перські джиджітки є ендеміками Іранського нагір'я. Вони живуть в піщаних пустелях і напівпустелях, місцями порослих паролистом, полином, кураєм і ефедрою. Зустрічаються парами або невеликими сімейними зграйками до 6 птахів, на висоті від 900 до 2000 м над рівнем моря. Ведуть наземний спосіб життя. Навесні і влітку основою раціону перських джиджіток є комахи, зокрема довгоносики, чорнотілки і терміти, іноді дрібні ящірки. Восени і взимку велику частину раціону займає насіння. Перські джиджітки робляться запаси насіння, таким чином беручи участь у поширенні пустельних рослин. Вони є моногамними птахами, утворюють стабільні пари. Сезон розмноження триває з березня по травень. Гніздо чашоподібне, робиться з гілочок, встелюється рослинним матеріалом, розміщується в чагарниках. В кладці від 4 до 6 яєць. Пташенята покидають гніздо через 15-18 днів після вилуплення, починають літати на 24-28 день після вилуплення.